# Немања Александров
Немања Александров (Београд, 10. април 1987) бивши је српски кошаркаш. Играо је на позицијама крила и крилног центра.
Дневни лист Спорт га је 2003. године прогласио за најбољег младог спортисту Србије и Црне Горе.

## Клупска каријера
Каријеру је започео у ФМП-у, за чији први тим је дебитовао у сезони 2003/04. Сматран је за највећег талента српске кошарке и очекивало се да буде одабран међу првима на НБА драфту 2005. Међутим, у фебруару 2005. на мечу са Босном, доживео је тешку повреду колена због које је морао на операцију и која га је одвојила од терена годину и по дана.
У лето 2006. потписао је уговор са Црвеном звездом. Са црвено-белима је провео две сезоне, али није пуно играо. Сезону 2008/09. је пропустио због повреде. У августу 2009. је након одрађене пробе потписао трогодишњи уговор са Унион Олимпијом. Међутим већ пред крај прве године уговора напушта тим из Љубљане који запада у финансијске проблеме. Након тога одлази у Италију и потписује уговор са екипом Скаволинија. Ту проводи једну сезону.
У сезони 2011/12. није имао клуб већ је индивидуално радио са тренером Ненадом Трајковићем. Након што је Трајковић добио посао у белгијском Пепинстеру, Александров одлази за њим и потписује уговор са Белгијанцима. У марту 2013. потписао је уговор са шпанском Манресом до краја сезоне. У јулу 2013. потписао је двогодишњи уговор са немачким Олденбургом, да би у јулу 2015. продужио уговор са овим клубом на још једну сезону. Након тога је играо за турски Газијантеп па се вратио у Немачку и потписао за Ајсберен Бремерхафен. Уследио је ангажман у румунској Крајови а последње две године каријере провео је у мађарском Јасберењу.

## Репрезентација
Александров је био члан репрезентације Србије на Европском првенству 2007. у Шпанији.

## Успеси

### Клупски
- ФМП:
  - Јадранска лига (1) : 2003/04.
  - Куп Радивоја Кораћа (1) : 2005.
- Унион Олимпија:
  - Куп Словеније (1): 2010.
  - Суперкуп Словеније (1): 2009.
- Олденбург:
  - Куп Немачке (1): 2015.

### Појединачни
- Најкориснији играч Европског првенства до 16 година (1): 2003.

### Репрезентативни
- Европско првенство до 16 година:  2003.